# Women in Music

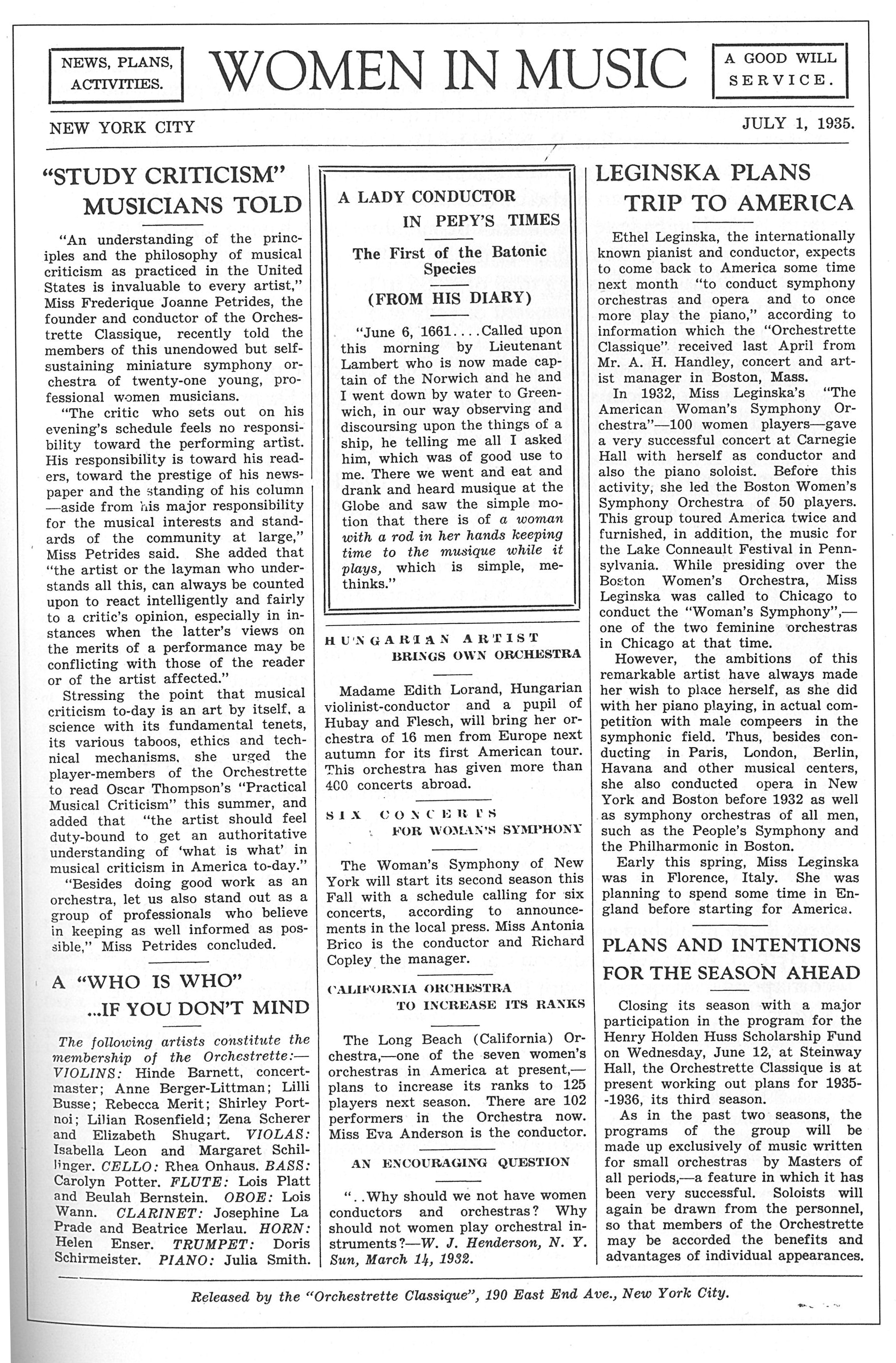
Erste Ausgabe von Women in Music vom 1. Juli 1935

Women in Music war ein US-amerikanisches Mitteilungsblatt, das im Juli 1935 von dessen Verlegerin und Redakteurin Frédérique Petrides, der damaligen Dirigentin des Orchestrette Classique, einem in New York ansässigen Orchester, das ausschließlich aus Frauen bestand, gegründet wurde. Die Veröffentlichung lief bis Dezember 1940. Die 37 erhaltenen Ausgaben wurden 1991 im von Jan Bell Groh verfassten Buch Evening the Score: Women in Music and the Legacy of Frédérique Petrides, neu gedruckt. Der Titel Women in Music wurde von  Petrides Ehemann, dem Journalisten Peter Petrides geprägt.

## Geschichte
Women in Music wurde im Sommer 1935 zu dem Zweck gegründet, die Öffentlichkeit über wenig bekannte historische Fakten und aktuelle Entwicklungen zu Dirigentinnen, Komponistinnen, Instrumentalistinnen, Sängerinnen und von Frauen geführten Orchestern zu informieren. Die Bandbreite des Blattes war nicht auf zeitgenössische Musikerinnen begrenzt; es zeichnete die Aktivitäten von Musikerinnen vom alten Ägypten bis zur Gegenwart auf.
Das Blatt wurde kostenlos an Zeitungs- und Zeitschriftenredakteure, Büchereien, Musikschulen, Institutionen und Personen in New York und außerhalb geschickt. Über 2500 Ausgaben waren im Umlauf.
Große Printmedien haben Women in Music als Hauptquelle für Meinungen, Fakten und Zitate verwendet. Darunter The New York Times, The New York Sun, New York World-Telegram, Daily News, New York Post, The Baltimore Sun, Chicago Tribune, San Diego Union, Los Angeles Times, Press-Telegram, The Philadelphia Inquirer und Everybody's Weekly.
Adrienne Fried Block (1921–2009), eine Musikologin und Chorleiterin, sagte zu Women in Music:

“The Women in Music newsletters are the primary source for research done by musicologists on women in music.”

„Die Mitteilungsblätter von Women in Music sind die Hauptquelle für Recherchen von Musikologen über Frauen in der Musik.“